# Helictotrichon dahuricum
Helictotrichon dahuricum är en gräsart som först beskrevs av Vladimir Leontjevitj Komarov, och fick sitt nu gällande namn av Masao Kitagawa. Helictotrichon dahuricum ingår i släktet Helictotrichon och familjen gräs. Inga underarter finns listade i Catalogue of Life.